# 河津中継局
河津中継局（かわづちゅうけいきょく）は、静岡県賀茂郡河津町に置かれている中継局。

## 所在地
- 賀茂郡河津町（峯山）[1][2][3][4]

## 中継局概要

### デジタルテレビ放送
| リモコン 番号 | 放送局名            | チャンネル 番号 | 空中線 電力 | ERP  | 偏波面   | 放送対象地域 | 放送区域 内世帯数 | 運用開始日    |
| ------------- | ------------------- | --------------- | ----------- | ---- | -------- | ------------ | ----------------- | ------------- |
| 1             | NHK静岡 総合        | 28              | 1W          | 2.4W | 水平偏波 | 静岡県       | 約2,100世帯       | 2009年4月27日 |
| 2             | NHK静岡 教育        | 16              | 1W          | 2.5W | 水平偏波 | 全国         | 約2,100世帯       | 2009年4月27日 |
| 4             | SDT 静岡第一テレビ  | 19              | 1W          | 2.4W | 水平偏波 | 静岡県       | 約2,100世帯       | 2009年4月27日 |
| 5             | SATV 静岡朝日テレビ | 18              | 1W          | 2.4W | 水平偏波 | 静岡県       | 約2,100世帯       | 2009年4月27日 |
| 6             | SBS 静岡放送        | 39              | 1W          | 2.4W | 水平偏波 | 静岡県       | 約2,100世帯       | 2009年4月27日 |
| 8             | SUT テレビ静岡      | 17              | 1W          | 2.4W | 水平偏波 | 静岡県       | 約2,100世帯       | 2009年4月27日 |

#### 放送エリア
- 河津町の一部[3][4]

#### 歴史
- 2009年
  - 3月19日 - 予備免許交付[3]
  - 3月23日 - 試験放送開始
  - 4月24日 - 本免許交付[4]
  - 4月27日 - 放送開始[1]

### FMラジオ放送
| 周波数 （MHz） | 放送局名   | 空中線 電力 | ERP  | 偏波面   | 放送対象地域 | 放送区域 内世帯数 | 運用開始日 |
| -------------- | ---------- | ----------- | ---- | -------- | ------------ | ----------------- | ---------- |
| 82.2           | NHK静岡 FM | 3W          | 3.4W | 水平偏波 | 静岡県       | 約-世帯           | -          |

- 放送エリアは、賀茂郡河津町の一部。
- 静岡エフエム放送（K-MIX）は中継局を設置していない。

## 廃止された中継局

### アナログテレビ放送
| チャンネル 番号 | 放送局名            | 空中線 電力       | ERP               | 偏波面   | 放送対象地域 | 放送区域 内世帯数 | 運用開始日     | 放送終了日    |
| --------------- | ------------------- | ----------------- | ----------------- | -------- | ------------ | ----------------- | -------------- | ------------- |
| 34              | NHK静岡 教育        | 映像10W/ 音声2.5W | 映像30W/ 音声7.4W | 水平偏波 | 全国         | 約-世帯           | 1972年11月18日 | 2011年7月24日 |
| 36              | NHK静岡 総合        | 映像10W/ 音声2.5W | 映像30W/ 音声7.4W | 水平偏波 | 静岡県       | 約-世帯           | 1972年11月18日 | 2011年7月24日 |
| 38              | SBS 静岡放送        | 映像10W/ 音声2.5W | 映像20W/ 音声5.1W | 水平偏波 | 静岡県       | 約-世帯           | 1981年12月18日 | 2011年7月24日 |
| 40              | SUT テレビ静岡      | 映像10W/ 音声2.5W | 映像20W/ 音声5.1W | 水平偏波 | 静岡県       | 約-世帯           | 1981年12月18日 | 2011年7月24日 |
| 42              | SATV 静岡朝日テレビ | 映像10W/ 音声2.5W | 映像20W/ 音声5.1W | 水平偏波 | 静岡県       | 約-世帯           | 1981年12月18日 | 2011年7月24日 |
| 44              | SDT 静岡第一テレビ  | 映像10W/ 音声2.5W | 映像20W/ 音声5.1W | 水平偏波 | 静岡県       | 約-世帯           | 1981年12月18日 | 2011年7月24日 |

#### 歴史
- 1972年11月18日 - 「NHK河津テレビジョン中継局」開局。
- 1981年12月18日 - 「SBS・SUT・SATV・SDT河津テレビジョン中継局」開局。
- 2011年7月24日 - 正午をもって全局アナログテレビ放送が終了し、デジタルテレビ放送に完全移行した。